# Константин Йоцу
Константин (Косту) Йоцу (на румънски: Constantin (Costu) Iotzu) е виден румънски архитект, представител на неороманиката.

## Биография
Йоцу е роден във влашко семейство в смесения българо-влашки македонски град Крушево, тогава в Османската империя, днес в Северна Македония. Завършва Румънския лицей в Битоля в 1903 г.
Заминава за Румъния и завършва архитектура в Букурещкия университет. Като студент редактира арумънското списание „Лиличя Пиндулуи“. Между 1940 и 1944 година е университетски преподавател. Декан на Архитектурното училище в Букурещ. Привърженик е на Желязната гвардия.
Сред творбите му са сградата на Министерството на правосъдието, базиликата Елефтерие и сградата на центъра за обучение на учители (Casa Corpului Didactic) в Букурещ, Военният клуб в Брашов, Университетската библиотека в Яш, Банка Прахова в Плоещ и много други.